# Zdeněk Jiráský
Zdeněk Jiráský (* 21. dubna 1969 Jičín) je český režisér a scenárista.

## Život
Vystudoval gymnázium v Poděbradech. V polovině 90. let byl asistentem fotografa Tomkiho Němce a režiséra Ivana Fíly ve filmovém snímku Lea (1996). Poté, co absolvoval katedru scenáristiky a dramaturgie na FAMU pracoval jako scenárista a režisér dokumentů či sociologických esejí pro Febiofest a hlavně pro ČT. Za sociální drama Poupata dostal Českého lva.

## Režijní filmografie
- Mizející Praha – 2008
- Co se kýče týče – 2008
- Neohrožení ohrožení – 2009
- Sladké mámení – 2010
- Krušné domovy – 2010
- Gulášek za 750 milionů – 2010
- Poupata – 2011
- V tichu – 2014
- Bůh s námi, od defenestrace k Bílé Hoře  - česko-rakousko-francouzský televizní film 2018[1]
- Už tě nemám rád 2020
- Kryštof 2020